# 牧野忠敬
牧野 忠敬（まきの ただたか）は、越後長岡藩の第6代藩主。長岡藩系牧野家宗家7代。

## 生涯
享保14年（1729年）6月、日向延岡藩主・牧野貞通の長男として延岡で生まれる。享保15年（1730年）に江戸幕府への嫡子届け提出により貞通の嗣子となる。
長岡藩第5代藩主・牧野忠周が病弱であったので、元文4年4月28日（1739年）に両藩の合意により長岡藩嗣子になることが決定し、6月6日に忠周の養嗣子となり、6月15日に通称を兵部から老之助に改名し、西窪の長岡藩江戸藩邸上屋敷に移る。寛保3年（1743年）12月に従五位下、駿河守に叙任する。また、延岡藩では弟の貞隆が嗣子になった。
延享2年（1745年）に忠周の妹で養女の直姫と婚礼を上げ、同3年（1746年）4月4日、忠周が隠居したため、家督を継いだ。
幕政上は江戸城西の丸大手門守備や朝鮮通信使接待、松平広忠の200回忌の将軍代参を勤める。また、牧野忠辰以来の事業で遅々として進まない牧野家系図および家譜などの諸記録編纂を、延享3年12月に山本勘右衛門に命じる。
しかし延享5年（1748年）6月29日、治世3年にして江戸で死去した。享年20。
家督は実父の貞通を交えた相談の結果、実弟の忠利が継いだ。墓所は東京都港区三田の済海寺。のち新潟県長岡市の悠久山。

## 忠敬養子入りにみる笠間牧野家との関係
越後長岡藩サイドにおいては、養子縁組の前年に忠周と蜂須賀宗員の妹との縁組破棄、忠敬が養子になった後に忠周の実子である忠寛と牧野忠利正室茂姫が誕生すると公式系図上、それぞれ東氏（後に牧野貞長により公式上、貞長実弟）と膳所藩本多家の娘にするという系図工作を行ってまでして、忠敬の養子縁組および家督相続は行われた。
既に享保15年（1730年）9月、幕府に延岡藩牧野家（後の笠間藩牧野家）の嫡子届けを提出した忠敬を長岡藩へ養子に出すにあたり、延岡藩内に論議が起きた。それは当時、大名の嫡子および長子を養子に出すことができるのは、幕府の定めにより分家から本家に対する場合以外禁じられていたからである。
そして、それは延岡牧野家の成り立ちが、その元祖牧野儀成の子・帯刀成長（旗本3000石）が罪により断絶したが、成長と並行して徳川綱吉に近侍していた弟の成貞（当時旗本2500石）の大名取立（延宝8年（1680年）10月、1万3000石）があり、これを新規取立とすれば、延岡藩牧野家は長岡藩の支藩としての成立ではないため、長岡藩は本家ではないとする見方が存在したからに他ならない。
そこで、長岡・延岡の両牧野家親類一同で協議の上、長岡牧野家は延岡（笠間）牧野家の御家本（おいえもと、すなわち延岡牧野家は長岡牧野家の分家の分家）との見解が決まった。これにより、忠敬の長岡牧野家養子入りが決定した（→笠間家譜・元文4年4月28日の項、寛政重修諸家譜・巻第三百六十六などによる）。
なお、幕府としてもこの関係は煩わしいためか、『笠間家譜』では幕府は一応、養子願いは受理したものの、笠間藩主家と長岡藩主家との関係について問い合わせがあったとしている。『御附録』ではその後も長岡藩と笠間藩の見解が統一できず、享和2年（1802年）に、両牧野家の系図とも『寛永諸家系図伝』の記事と相違のあることを追及されたことが記されており、結局「笠間家譜と寛永譜に相違があるがはっきりしなかった」と『寛政重修諸家譜』で記している始末である。

## 人物
死因は結核といわれている。また、1982年の牧野家墓地改葬に伴う遺骨調査による推定身長は165.9cmあるいは166.1cmとしており、太さは細く、牧野家でも低めの長厚示数を有するとしている。当時としては長身な方であったとしている。また、正室の直姫の方は147.5cmあるいは147.1cmと低めである。なお、遺骨調査では牧野忠寛とは別系統、牧野忠利とは同系統の骨格であるために、骨学・人類学上は忠寛とは実の兄弟でないという可能性が高いとしている。

## 系譜
父母
- 牧野貞通（実父）
- 本庄氏 - 側室（実母）
- 牧野忠周（養父）

正室
- 直君、明仙院 - 牧野忠周の養女、牧野忠寿の娘

養子
- 牧野忠利 - 貞通の八男